# دوغ بيرنير
دوغ بيرنير (بالإنجليزية: Doug Bernier)‏ هو لاعب كرة قاعدة أمريكي، ولد في 24 يونيو 1980 في سانتا ماريا في الولايات المتحدة.

## وصلات خارجية
- دوغ بيرنير على موقع دوري كرة القاعدة الرئيسي (الإنجليزية)
- دوغ بيرنير على موقعبيزبول رفرنس.كوم (الدوري الرئيسي) (الإنجليزية)
- دوغ بيرنير على موقعبيزبول رفرنس.كوم (الدوري الثانوي) (الإنجليزية)
- دوغ بيرنير على موقع إي إس بي إن.كوم (أم.أل.بي) (الإنجليزية)
- دوغ بيرنير على موقع مشجعي الرسوم البيانية (الإنجليزية)